# Předsvazek abelovských grup
Předsvazek abelovských grup je pojem z matematiky, přesněji z algebraické topologie. Používá se však i v teoretické a matematické teoretické fyzice, algebraické geometrii, analýze funkcí komplexní proměnné ad. 

## Definice
Nechť X je topologický prostor, {\displaystyle {\mathfrak {Ab}}} označuje kategorii abelovských grup a {\displaystyle O_{X}} množinu otevřených množin {\displaystyle X}. Množinu {\displaystyle O_{X}} budeme  vnímat jako kategorii. Objektem v {\displaystyle O_{X}} bude každá otevřená množina v {\displaystyle X}. Morfismus mezi dvěma objekty {\displaystyle U,V\in Ob(O_{X})} však bude existovat tehdy a jen tehdy, když {\displaystyle U\subseteq V}, a sice jen {\displaystyle id_{U}:U\to V.} Tento element označíme {\displaystyle id_{U,V}.}
Předsvazek abelovských grup na {\displaystyle X} je pak libovolný kontravariantní funktor
{\displaystyle F:O_{X}\to {\mathfrak {Ab}}.}
{\displaystyle F(id_{U,V})} se nazývá restrikční morfizmus z V do U.
Morfizmus mezi dvěma předsvazky {\displaystyle F,G:O_{X}\to {\mathfrak {Ab}}} je přirozená transformace mezi funktory F a G.

## Příklady
Konstantní svazek, svazek spojitých funkcí na topologickém prostoru, svazek hladkých, holomorfních funkcí na hladké resp. komplexní varietě.